# 昂儒昂機場
昂儒昂機場（法語：Aéroport d'Anjouan）機場位於科摩羅的昂儒昂島。

## 機場資料

### 跑道
- 10/28跑道
  - 長度：1330米
  - 表面：碎石

### 停機坪
- 一個小型停機坪

## 定期航班
- 科摩羅航空（塔那那利佛、達累斯薩拉姆、藻德濟（馬約特）、馬任加、莫羅尼）